# Phyllodactylus pulcher
Phyllodactylus pulcher este o specie de șopârle din genul Phyllodactylus, familia Gekkonidae, descrisă de Gray 1830. Conform Catalogue of Life specia Phyllodactylus pulcher nu are subspecii cunoscute.